# Saturnia media
Saturnia media är en fjärilsart som beskrevs av Eugen Johann Christoph Esper 1782. Saturnia media ingår i släktet Saturnia och familjen påfågelsspinnare. Inga underarter finns listade.